# Muirchertach mac Muiris MacMurrough-Kavanagh
 Muirchertach mac Muiris MacMurrough-Kavanagh en irlandais Muircheartach mac Muiris mac Murchadha  (mort en octobre 1354) 
un prétendant au trône de Leinster vers 1347.

## Origine
Muirchertach est le fils et héritier de  Muiris mac Muirchertach mort en 1314 il est le représentant de la lignée de la dynastie issue de Muirchertach mac Domnaill (mort en 1282) qui s'oppose aux descendants de son frère Art mac Domnaill (mort en 1282).

## Contexte
Après le meurtre en 1282 de son grand père Muirchertach mac Domnaill MacMurrough-Kavanagh et du frère de ce dernier Art mac Domnaill, la direction du Clan Mac Murchadha anglicisé en MacMurrough-Kavanagh est assumée de facto par son père Muiris mac Muicheartach. Après la mort de ce dernier son cousin Domhnall mac Airt MacMurrough-Kavanagh parvient vers 1327 à se faire reconnaître roi de Leinster par les familles O' Byrne et O'Toole les vassaux traditionnels de la dynastie. Il se rapproche ensuite du gouvernement de Dublin et en 1331/1332 et reçoit une pension pour combattre ses alliés O' Byrne et O' Toole mais aussi son cousin Muirchertach mac Muiris qui ne cache pas ses ambitions.
Après la mort de Domnhall vers 1339, son fils Domhnall mac Domnaill MacMurrough-Kavanagh lui succède. il enregistre une défaite face au Lord justicier Ralph d'Ufford en 1344 et doit se soumettre au gouvernement de Dublin mais Muirchertach mac Muiris l’assassine le 5 juin 1347. C'est Art mac Muircheartaigh MacMurrough-Kavanagh le fils de Muirchertach mac Muiris est reconnu comme 5e roi de Leinster. Mais en 1354 lorsque Muirchertach mac Muiris et la famille O'Byrne provoquent des troubles, les deux fils de sa victime  Domhnall Riabhach  (mort en 1361) et Diarmaid Láimhdhearg se mettent au service de gouvernement de Dublin. Trois ans après la capture et l'exécution de Muirchertach mac Muiris en octobre 1354, ils se réconcilient finalement avec son fils Art mac Muircheartaigh,  mettant ainsi un terme à la faide sanglante entre les deux lignées rivales de la famille MacMurrough-Kavanagh.

## Postérité
Muircheartach mac Muiris laisse deux fils 
- Art mac Muircheartaigh MacMurrough-Kavanagh 5e roi de Leinster
- Donnchad mac Muircheartaigh MacMurrough-Kavanagh 7e roi de Leinster

## Sources
- (en) Dictionary of Irish History : Emmett O'Byrne MacMurrough (Mac Murchadha), Domhnall
- (en) T.W Moody, F.X. Martin et F.J. Byrne, A New History of Ireland IX Maps, Genealogies, Lists. A companion to Irish History part II, Oxford, Oxford University Press, 2011, 690 p. (ISBN 978-0-19-959306-4).
- (en) Bart Jaski, Genealogical tables of medieval Irish royal dynasties, Dublin, Four Courts Press, 2013 (ISBN 9781846824265), p. 122 Tableau-43 Mac. Murchada